# Tugarinovite
La tugarinovite è un minerale.